# Jurij Illenko
Jurij Herasymowycz Illenko (ur. 18 lipca 1936 w Czerkasach, zm. 15 czerwca 2010) – radziecki i ukraiński reżyser i operator filmowy. Jeden z czołowych twórców ukraińskiego kina.
Ukończył moskiewski WGIK.

## Wybrana filmografia
- 1960 Proszczawajte, hołuby ! (operator)
- 1964 Cienie zapomnianych przodków (operator)
- 1965 Krynycia dla sprahłych (operator, reżyser)
- 1968 Z nud'hy (scenarzysta)
- 1968 Weczir na Iwana Kupała (scenarzysta, reżyser)
- 1970 Biłyj ptach z czornoju oznakoju (scenarzysta, reżyser)
- 1972 Naperekir usiomu (reżyser)
- 1974 Mrijaty i żyty (scenarzysta, reżyser, aktor)
- 1980 Lisowa pisnia, Mawka (operator, reżyser, scenarzysta)
- 1983 Łehenda pro kniahyniu Olhu (scenarzysta, reżyser)
- 1983 Myrhorod ta joho meszkanci (scenarzysta)
- 1989 Łebedyne ozero, Zona (scenarzysta, reżyser, operator)
- 1991 Ostannij bunker (scenarzysta)
- 1999 Awe Marija (operator)
- 2001 Modlitwa za hetmana Mazepę (scenarzysta, operator, aktor)